# Milk (How I Met Your Mother)
"Milk" es el vigésimo primer episodio de la primera temporada de la serie de televisión estadounidense How I Met Your Mother. Se estrenó el 8 de mayo de 2006.

## Trama
El episodio comienza con una celebración para el cumpleaños número 28 de Ted en McLaren's. La mesera le advierte que el plato está muy caliente pero Lily lo toca ella misma para saber con seguridad. Barney presenta su regalo a Ted, que es "La mejor línea para una chica de todos los tiempos." A la mañana siguiente, Ted tiene una llamada de Soluciones de amor, el servicio de parejas que Ted se había anotado anteriormente, diciendo que le encontraron una pareja.  Ted se dirige allí y pregunta que está sucediendo, ya que él pensó que el servicio ya no existía. Ted descubre que la compañía ha cambiado de personas, y le han encontrado una chica perfecta. Él les pide que les hagan una cita.
Mientras tanto, Barney quiere que Marshall lo ayude con una guerra de travesuras contra Clark Butterfield, un hombre quién es el objetivo de Barney en tales bromas. Marshall está designado a ayudar a Barney con el mal. Marshall se da cuenta de que a pesar de que odia su trabajo, no tendría tanta diversión de esa manera con Barney en ningún otro sitio. 
Lily se ha enterado de una beca de arte en San Francisco, y decide anotarse, a pesar de que podría arruinar los planes de su boda. Es obligada a revelar sus planes y llamar a Ted cuando se desinfla un neumático del auto de Marshall. Ella le cuenta a Ted que todavía tiene dudas sobre casarse con Marshall y quiere ver sí puede entrar en esta beca de arte y ver que pasa. Ted intenta convencerla de que no vaya a la entrevista en New Haven. Lily sabe que es un error pero tiene que saber segura sí puede hacerlo, y deja a Ted al lado de la carretera lejos de la ciudad. Ted le envía un mensaje enojado pero le recuerda que recoja la leche cuando vuelva a casa. Él llama a Barney, pero Barney pone a Marshall al teléfono y Ted dice que era una broma ya que no quiere que Marshall se entere del porqué estaba en el Condado de Dutchess. Robin (quién se ha hecho reflejos en su cabello y no le gusta) finalmente recoge a Ted, y lo lleva al bar así puede estar allí para la cita con su mujer perfecta. Ted sueña sobre su boda y ve a Robin tratando de aguantar su tristeza al no ser su novia, y se da cuenta de que no quiere a una mujer perfecta -quiere a Robin.
De vuelta al apartamento, Ted le pregunta a Lily sí consiguió la "leche" - no queriendo dejar claro a Marshall sobre la entrevista - y Lily confirma que obtuvo la beca pero no quiere hacerla.

## Música
- Roxy Music - "Mother of Pearl"

## Trivia
- Los creadores de la serie, Carter Bays y Craig Thomas aparecen en este episodio como los paramédicos falsos, en la escena con "la línea más grande de todos los tiempos".